# Ujung Kalak
Ujung Kalak is een bestuurslaag in het regentschap Aceh Barat van de provincie Atjeh, Indonesië. Ujung Kalak telt 3719 inwoners (volkstelling 2010).